# Пфаффенхаузен (Швабия)
Пфаффенхаузен (нем. Pfaffenhausen) — община в Германии, в земле Бавария.
Подчиняется административному округу Швабия. Входит в состав района Нижний Алльгой. Население составляет 2360 человек (на 31 декабря 2010 года). Занимает площадь 21,11 км².